# Dhanaura
Dhanaura är en ort i Indien.   Den ligger i distriktet Jyotiba Phule Nagar och delstaten Uttar Pradesh, i den norra delen av landet, 110 km öster om huvudstaden New Delhi. Dhanaura ligger 224 meter över havet och antalet invånare är 28 285.
Terrängen runt Dhanaura är mycket platt. Runt Dhanaura är det tätbefolkat, med 762 invånare per kvadratkilometer. Närmaste större samhälle är Chāndpur, 19,6 km norr om Dhanaura. Omgivningarna runt Dhanaura är en mosaik av jordbruksmark och naturlig växtlighet.